# Bröderna Friis Maskinverkstad
Bröderna Friis Maskinverkstad (finska: Weljekset Friisein Kokkolan Konepaja) var en mekanisk verkstad i Yxpila vid Gamla Karleby i Finland.
Juhani Friis, senare 1884 Juhani Pohjanpalo, grundade 1864 en metallverkstad i Kalajoki i Österbotten, i vilken också hans bröder Tuomas och Matti Pohjanpalo och fadern Johan Friis var engagerade. Den registrerades 1885 under firmanamnet "Weljekset Friis".
Verkstaden och en gjuteribyggnad bredvid brann 1888 och återuppbyggdes. År 1895 byggdes också en andra fabrik i Yxpila, där det fanns hamn och från 1885 järnväg. Den drevs parallellt med den i Kalajoki, vilken lades ned 1912.
Företaget, som 1900 hade omkring 250 anställda, tillverkade gjutgods som kyrkklockor, ugnsluckor och gjutjärnskaminer samt ångmaskiner, kugghjul, vattenpumpar, harvar och sågverksramar. På 1910-talet upptogs produktion av järnvägsvagnar och på 1930-talet av svetsutrustning. 
År 1901 grundade bröderna Pohjanpalo också Finska repfabriken i Karleby. Denna fabrik, som var landets enda, leddes av brodern Matti Pohjanpalo (1871–1918) och var i drift fram till 1910, då den 100 meter långa fabriksbyggnaden förstördes av brand och inte återuppbyggdes. Bröderna Friis hade också från 1908 ett mattväveri för tillverkning av kokosmattor, en järnhandel, en kvarn och ett tegelbruk.
Bröderna Friis verkstadsföretag var verksamt i Yxpila till 1958, då det flyttade till Vittsar nära Karleby. År 1986 såldes företaget till Kattilakoski Fabriker. Som mest sysselsatte Friis affärsverksamhet 600–700 personer.

## Tillverkade fartyg i urval
- S/S Haapaniemi, 1905